# Amy Gutmann
Amy Gutmann (New York, 19 novembre 1949) è una politologa statunitense, rettrice dell'Università della Pennsylvania dal 2004 al 2022 e successivamente ambasciatrice degli Stati Uniti d'America in Germania.

## Biografia
Nata a Brooklyn da genitori ebrei, Gutmann ottenne un M.Sc dalla London School of Economics e si laureò in scienze politiche ad Harvard. Dal 1976 al 2004 Gutmann insegnò all'Università di Princeton e fu decano della facoltà di scienze politiche. Dall'inizio degli anni ottanta Gutmann cominciò a pubblicare alcuni libri di filosofia politica riguardanti i temi della democrazia, dell'educazione democratica e delle minoranze.
Nel 2004 Gutmann venne scelta per rivestire il ruolo di rettore dell'Università della Pennsylvania, succedendo così a Judith Rodin. Oltre all'incarico di rettore, Gutmann servì anche nel consiglio di amministrazione della Carnegie Corporation e nel 2009 il Presidente degli Stati Uniti Barack Obama la mise a capo della Presidential Commission for the Study of Bioethical Issues (Commissione presidenziale per gli studi delle questioni bioetiche).
Nel 2021 il Presidente Joe Biden la nomina ambasciatrice in Germania, carica che venne confermata dal Senato.

## Opere
- Liberal Equality, New York and London: Cambridge University Press, 1980
- Ethics and Politics: Cases and Comments, con Dennis Thompson, Chicago, Ill.: Nelson-Hall, 1984
- Democratic Education, Princeton, N.J.: Princeton University Press, 1987
- Democracy and the Welfare State, Princeton, N.J.: Princeton University Press, 1988
- Multiculturalism and The Politics of Recognition, Princeton, N.J.: Princeton University Press, 1992
- Democracy and Disagreement, con Dennis Thompson, Cambridge, Mass.: Belknap Press of Harvard University Press, 1996
- Color Conscious: The Political Morality of Race, con Anthony Appiah, Princeton, N.J.: Princeton University Press, 1996
- A Matter of Interpretation: Federal Courts and the Law, Princeton, N.J.: Princeton University Press, 1997
- Work and Welfare, Princeton, N. J.: Princeton University Press, 1998
- Freedom of Association, Princeton, N.J.: Princeton University Press, 1998
- The Lives of Animals, Princeton, N.J.: Princeton University Press, 1999
- Democratic Disagreement (a collection of essays on Democracy and Disagreement with a response by the authors), edited by Stephen Macedo, Oxford and New York: Oxford University Press, 1999
- Human Rights, Princeton University Press, 2001
- Goodness and Advice, Princeton, N.J.: Princeton University Press, 2001
- Identity in Democracy, Princeton University Press, Princeton, N.J., 2003
- Why Deliberative Democracy? con Dennis Thompson, Princeton University Press, Princeton, N.J., 2004